# 贵城遗址
贵城遗址，曾称桂林郡遗址，位于中国广西壮族自治区贵港市港北区人民东路36号周边、郁江北岸。

## 历史
中国学界对秦代所设桂林郡（郁林郡、鬱林郡）的郡治所在没有定论。有说在贵港市下辖的桂平市境内，或说在贵港市主城区（原贵县）。1976年，在贵县罗泊湾发掘罗泊湾一号墓。根据出土文物确定桂林郡首县布山县在贵县境内。
2008年，在原港北区政府旧址，御江名城和中央广场房地产项目挖掘地基时发现此处遗址。其后，通过2008年御江名城小区、2011年莲城宾馆地块、2018年原达开中学及2019年南城墙基址等项目的发掘，发现大量秦汉至明清时期的遗迹遗物。同时，发现汉代城壕、唐宋至明清时期的城墙基址等与城相关的遗存。贵港市人民政府机构认为，这“表明自秦汉以来，贵港历代城址位置从未发生大的改变，是包括秦南越国时期的桂林郡、汉南朝时期的郁林郡、唐宋元时期的贵州及明清时期的贵县在内的贵港历代郡、州、县故址之所在。”
2022年9月，贵港市人民政府以桂林郡遗址之名列为第三批貴港市文物保護單位。2024年1月，贵港市人民政府根据法律法规规定，更名为贵城遗址。

## 遗址
贵城遗址分布范围东起和平路，西至水厂路，南界郁江，北至建设路。因位处贵港市城区，遗址完全被城市道路及城区建筑占压覆盖。经过考古发掘，到2022年时，“历代城址范围已初步显现，但除明清城址范围较为清晰之外，受发掘范围所限，秦汉至宋元时期的城址轮廓虽有暴露，但范围尚不十分明确。”
贵城遗址的保护范围：南面以城墙墙基边界，北面至建设路为界，东面至和平路为界，西面至水厂路为界。建设控制地带：东面、西面以保护范围为基线外延150米，北面以保护范围为基线外延40米，南面至郁江边为建设控制地带。